# 190 (numero)
Centonovanta (190)  è il numero naturale dopo il 189 e prima del 191.

## Proprietà matematiche
- È un numero pari.
- È un numero composto da 8 divisori: 1, 2, 5, 10, 19, 38, 95, 190. Poiché la somma dei divisori (escluso il numero stesso) è 170 < 190, è un numero difettivo.
- È un numero di Harshad nel sistema numerico decimale.
- È un numero sfenico.
- È un numero esagonale e un numero triangolare.
- È un numero ennagonale centrato.
- È un numero idoneo.
- È la sommatoria di 1+2+3+4+5+6+7+8+9+10+11+12+13+14+15+16+17+18+19=190.
- È parte delle terne pitagoriche (114, 152, 190), (190, 336, 386), (190, 456, 494), (190, 1800, 1810), (190, 9024, 9026).
- È un numero palindromo nel sistema di numerazione posizionale a base 4 (2332).
- È un numero felice.
- È un numero congruente.
- È un numero malvagio.

## Astronomia
- 190P/Mueller è una cometa periodica del sistema solare.
- 190 Ismene è un asteroide della fascia principale del sistema solare.
- NGC 190 sono galassie interagenti della costellazione dei Pesci.

## Astronautica
- Cosmos 190 è un satellite artificiale russo.

## Telefonia
- In Italia è il numero del servizio clienti della Vodafone Italia